# Glimpse of Us
《Glimpse of Us》是日裔澳洲歌手Joji的一首歌曲，作為他的第三張錄音室專輯《Smithereens》的主打單曲於 2022 年 6 月 10 日透過88rising和華納唱片發行。
《Glimpse of Us》釋出後，打破了一系列紀錄。它成為第一首登上Spotify全球排行榜第一名的亞洲藝人歌曲，並連續 10 天保持這一位置。